# Chantal Neuwirth
Chantal Neuwirth (* 11. Dezember 1948 in Paris) ist eine französische Schauspielerin.

## Leben
Chantal Neuwirth absolvierte erfolgreich eine dreijährige Schauspielausbildung bei Charles Dullin. Ab Anfang der 1970er stand sie in unregelmäßigen Abständen auf der Theaterbühne, bevor sie ab Anfang der 1980er Jahre regelmäßig an Parisern Theatern, wie dem Théâtre de l'Aquarium, Théâtre de la Ville und dem Théâtre Fontaine zu sehen war. Ihre größten Theatererfolge waren zwei Nominierungen als Beste Nebendarstellerin für den renommierten Theaterpreis Molière sowie eine 2004 eine Nominierung als Beste Hauptdarstellerin für Portrait de famille, welches sie am Pariser Théâtre de Poche Montparnasse spielte.
Parallel dazu spielte Neuwirth ab Anfang der 1980er Jahre regelmäßig beim Französischen Film mit. So war sie unter anderen in Nebenrollen in Mathilde – Eine große Liebe, Gabrielle – Liebe meines Lebens und Bonjour Sagan zu sehen, wobei sie mit Regisseuren wie Jean-Pierre Jeunet, Patrice Chéreau und Diane Kurys zusammenarbeitete.

## Filmografie (Auswahl)
- 1980: Gib mir meine Haut zurück (Rendez-moi ma peau...)
- 1984: Die große Pfeife (Aldo et Junior)
- 1985: P.R.O.F.S … und die Penne steht Kopf (P.R.O.F.S.)
- 1988: Die kleine Diebin (La petite voleuse)
- 1991: Die zwei Leben der Veronika (La Double Vie de Véronique)
- 1995: Morgen nach Versailles (Dancing nuage)
- 1996: Allzu laute Einsamkeit (Une trop bruyante solitude)
- 1998: Wer mich liebt, nimmt den Zug (Ceux qui m’aiment prendront le train)
- 1999: Die Diebin von Saint-Lubin (La Voleuse de Saint-Lubin)
- 2000: Uneasy Rider (Nationale 7)
- 2003: Ein Kind unserer Zeit (Un fils de notre temps)
- 2004: Mathilde – Eine große Liebe (Un long dimanche de fiançailles)
- 2005: Gabrielle – Liebe meines Lebens (Gabrielle)
- 2006: Die Verlegerin und der Autor (Les ambitieux)
- 2008: Bonjour Sagan (Sagan)
- 2008: Das schöne Mädchen (La belle personne)
- 2012: Holidays by the Sea (Ni à vendre ni à louer)
- 2022: Die Küchenbrigade (La Brigade)